# Bartolomeo Passarotti

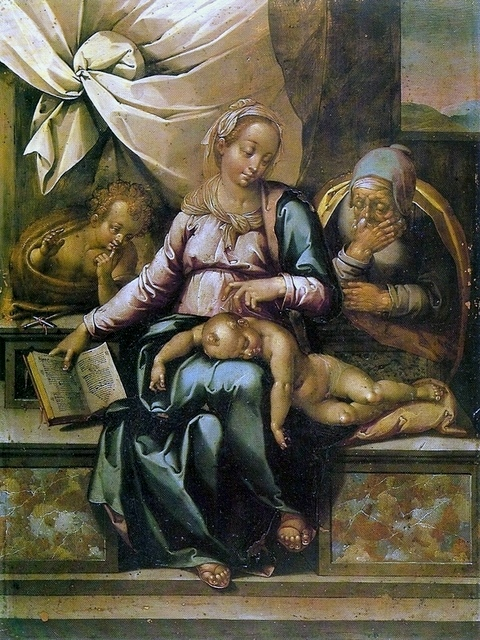
Madonna do Silêncio', óleo em painel de cobre

Bartolomeo Passerotti ou Passerotti ou ainda Passarotto (1529 - 1592) foi um pintor italiano do Manerismo que trabalhou em Bolonha.
Ele viajou para Roma no meio do século XVI, onde trabalhou com Giacomo Vignola e Taddeo Zuccari. Ao retornar à Bolonha, criou um grande ateliê, e influenciou muitos artistas de Bolonha que, mais tarde, foram importantes no ascensão do Barroco. Annibale Carracci, cujo irmão  Agostino, estudou com Passerotti, foi influenciado por sua pintura de gênero.  Lucio Massari e Francesco Brizzi estão entre seus alunos. Quatro de seus filhos, incluindo Ventura, Aurelio, Tiburzio e Passarotto foram pintores. .